# Black Film Critics Circle
Le Black Film Critics Circle (BFCC) est une association de critiques de cinéma chargée de promouvoir les professionnels afro-américains de l'industrie cinématographique.
L'association a été créée en 2010 par trois membres de l'African-American Film Critics Association à la suite d'un différend concernant le palmarès de 2009.
Elle remet chaque année les Black Film Critics Circle Awards (BFCC Awards), qui récompensent les meilleurs films de l'année.

## Catégories de récompense
- Meilleur film
- Meilleur réalisateur
- Meilleur acteur
- Meilleure actrice
- Meilleur acteur dans un second rôle
- Meilleure actrice dans un second rôle
- Meilleur scénario original
- Meilleur scénario adapté
- Meilleur film d'animation
- Meilleur film documentaire
- Meilleure distribution
- Meilleur film étranger